# María Asunción Llobet Furró
María Asunción Llobet Furró (1921-1996) fou una infermera catalana que va contribuir a millorar l'asèpsia en l'àmbit hospitalari, seguint el camí de Florence Nightingale. Va treballar a l'Hospital Mútua de Terrassa, a la Clínica Barraquer, a la Clínica Augusta i a l'Institut Guttmann.

## Formació[1]
Va cursar estudis d'Infermeria a la Facultat de Medicina de l'Hospital Clínic i Provincial de Barcelona quan tenia 29 anys, perquè anteriorment havia treballat en un negoci familiar. Va obtenir el títol d'ajudant tècnic sanitari (ATS) l'any 1952.
Quan va acabar el primer curs, va dur a terme pràctiques al Servei de Cirurgia del Dr. Piulachs, del mateix Hospital Clínic, on va estar tres mesos. En aquell moment, cada servei del centre funcionava de manera autònoma.
Posteriorment, va dur a terme un curs d'instrumentista a l'Hospital Clínic, organitzat pel Col·legi de Practicants i, tot seguit, va fer pràctiques al servei de tuberculosos.
Llobet va estar molt influïda pel model de Virginia Henderson, de qui li va atreure la senzillera de la seva aplicació.
L'any 1964, va dur a terme un curs de direcció de personal a ESADE, que la va ajudar a la seva tasca de reorganització de la infermeria.

## Etapa professional[1]
Va desenvolupar la seva trajectòria professional a l'Hospital Clínic, a l'Hospital Mútua de Terrassa, a la Clínica Barraquer, a la Clínica Augusta i a l'Institut Guttmann.
L'any 1952 va començar a treballar com a infermera a l'Hospital Clínic, on va estar nou anys, al laboratori, al Servei de Cardiologia, com a instrumentista, i al dispensari de Pneumologia. Durant la seva estada a l'Hospital Clínic, Llobet va introduir millores en el procés de desinfecció de material, mitjançant ebullició, que va substituir el procediment que es feia servir anteriorment, que consistia en submergir l'instrumental en una solució alcohòlica, que no permetia obtenir resultats d'asèpsia tan efectius.
Al 1961, va començar a treballar a la Mútua de Terrassa com a cap d'Infermeria.
L'any 1967, es va incorporar a la Clínica Barraquer, com a cap d'Infermeres. En aquest centre va treballar durant quatre anys i mig. En aquesta clínica, va dur a terme millores importants de l'asèpsia del material.
Va treballar durant vuit anys a la Clínica Augusta, també com a cap d'Infermeria. Va incorporar-se al centre, després que fes una reforma important, tant en les instal·lacions com en el material. Com a directora infermera, Llobet va incorporar un sistema innovador de torns, en què les infermeres se sueperposaven 15 minuts per tal que les infermeres poguessin fer el canvi de torn amb seguretat i eficàcia. Una altra de les innovacions que va incorporar en aquesta clínica, fou aconseguir equips d'esterilització per garantir l'asèpsia del material d'injecció (xeringues i agulles) per a cada malalt. Va incorporar-hi un sistema de separació de material brut del net.
El darrer lloc on va treballar fou l'Institut Guttmann, on s'hi va estar des de l'any 1979 fins a la seva jubilació, l'any 1987. Segons la mateixa Llobet, aquest centre és "on va treballar més a gust." Durant la seva etapa en aquest hospital, Llobet va contribuir a augmentar l'autonomia de les infermeres. També va aconseguir augmentar-hi les dotacions d'infermeres per torn, de manera que es va passar d'una infermera per unitat i torn a dues, amb una ràtio aproximada d'una infermera per cada deu usuaris. Tanmateix, va fer una planificació més racional dels horaris.